# Apamea inficita
Apamea inficita är en fjärilsart som beskrevs av Walker 1857. Apamea inficita ingår i släktet Apamea och familjen nattflyn. Inga underarter finns listade i Catalogue of Life.